# Sainte-Marie (Hautes-Alpes)
Sainte-Marie ist eine Ortschaft und eine ehemalige französische Gemeinde mit 48 Einwohnern (Stand: 1. Januar 2022) im Département Hautes-Alpes in der Region Provence-Alpes-Côte d’Azur. Sie gehörte zum Kanton Serres im Arrondissement Gap.
Mit Wirkung vom 1. Juli 2017 wurden die ehemaligen Gemeinden Bruis, Montmorin und Sainte-Marie zur Commune nouvelle Valdoule zusammengeschlossen und haben in der neuen Gemeinde der Status einer Commune déléguée. Der Verwaltungssitz befindet sich im Ort Bruis.

## Geografie
Durch Sainte-Marie fließt die Oule. Die Ortschaft liegt an der Grenze zum Département Drôme.

## Bevölkerungsentwicklung
| Jahr      | 1962 | 1968 | 1975 | 1982 | 1990 | 1999 | 2008 | 2012 |
| --------- | ---- | ---- | ---- | ---- | ---- | ---- | ---- | ---- |
| Einwohner | 84   | 68   | 60   | 52   | 42   | 48   | 42   | 42   |